# موتيما بيمبي
موتيما بيمبي هو أحد أندية الكونغو الديمقراطية (زائير سابقا) بعد تى بي مازيمبي، فيتا كينشاسا أكبر ناديين ويمثل بلادة في بطولات أفريقيا للأندية

## إنجازات فريق كرة القدم
- بطل أفريقيا للأندية ابطال الكأس : عام 1994